# Сахаров Іван Геннадійович
Іван Геннадійович Сахаров (3 червня 1980, м. Москва, СРСР) — білоруський хокеїст, лівий нападник. 
Вихованець хокейної школи ЦСКА (Москва). Перший тренер — Трунов Володимир Іванович. Виступав за ЦСКА-2 (Москва), ЦСКА (Москва), МДУ (Москва), «Молот-Прикам'я» (Перм), «Хімволокно» (Могильов), «Юність» (Мінськ), «Титан» (Клин). 
У складі національної збірної Білорусі провів 5 матчів (1 гол). 
Досягнення
- Бронзовий призер чемпіонату Білорусі (2003, 2005)
- Бронзовий призер чемпіонату СЄХЛ (2004)
- Володар Кубка Білорусі (2010).